# Bill Mauldin
Bill Mauldin   (Mountain Park, 29 d'octubre de 1921 - Newport Beach, 22 de gener de 2003),sobrenom de William Henry Mauldin, va ser un dibuixant d'humor gràfic, va guanyar dos premis Pulitzer pel seu treball. Se'l coneixia pels seus dibuixos ambientats a la Segona Guerra Mundial que representaven a soldats nord-americans, representats pels personatges arquetípics Willie i Joe, dos soldats d'infanteria cansats i abatuts que resistien estoicament les dificultats i els perills del deure en el camp de batalla. Els seus dibuixos eren molt populars entre els soldats d'arreu d'Europa i també entre els civils als Estats Units.

## Biografia i obra

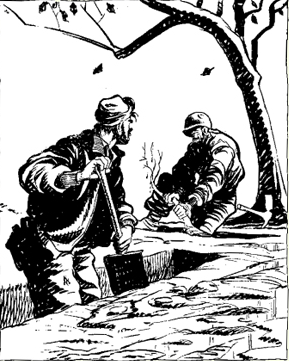
Willi i Joe

Bill Mauldin, va néixer a Nou Mèxic l'any 1921, va estudiar a l'Acadèmia de Belles Arts de Chicago. El 1940 es va allistar a l'Exèrcit dels Estats Units d'Amèrica per la seva condició de dibuixant va publicar uns acudits al diari militar 45th Division New on els protagonistes eren dos soldats anomenats Willie i Joe. El 1943 Mauldin va combatre al front durant la invasió aliada d'Italià, però gràcies a l'èxit assolit entre les tropes destacades al mediterrani pels seus personatges que es publicaven com a acudit diari a la publicació de l'exèrcit Star Stripes, va deixar el front per dedicar-se de manera exclusiva als seus personatges. Mauldin, reflectia en un to, algunes vegades molt acida en les seves historietes la problemàtica humana i quotidiana dels soldats, la crítica que se'n desprenia sempre era respectuosa amb els soldats rasos però no així amb algunes actituds dels comandaments, fins al punt que el 1944 el General Patton, va escriure una carta a Star Stripes, amenaçant-los de deixar de distribuir la publicació a la seva divisió si no retiraven aquest "insolent intent de Mauldin de soscavar la disciplina militar".
Una vegada acabada la Segona Guerra Mundial, Mauldin, deixa de dibuixar els dos personatges i torna a dibuixar acudits per les editorials. Però després que el corresponsal de guerra Ernie Pyle escrigués un article donant a coneixa els personatges Willie i Joe entre la societat civil, el United Feature Sindicate distribueix els seus acudits a la premsa civil amb el títol Up Front.
El 1945 va guanyar el primer premi Pulitzer per la sèrie Up Front. El segon el va guanyar el 1959.
Dels personatges de Willie i Joe, se'n varen fer dues pel·lícules, Up Front (1951) i Back at the Front (1952). L'última vegada que els va dibuixar va ser a la última pàgina dominical de Steve Canyon on un nodrit elenc de dibuixants varen retre un homenatge a Milton Caniff autor de la sèrie, a més de Mauldin i varen dibuixar; Stan Lee, Will Eisner, Charles M. Schulz, Jerry Robison, entre d'altres. En aquesta pàgina Willie i Joe, claven una gran ploma a terra coronada amb un casc que portava el nom de Milton Caniff creador de Steve Canyon i de Terry and the Pirates.
Bill Mauldin, va morir el 22 de gener de 2003.